# السيد حمدي
السيد حمدي (مواليد 1 مارس 1984) هو لاعب كرة قدم مصري مُعتزل وكان يلعب في مركز الهجوم. لعب سابقًا لنادي الأهلي المصري وبتروجيت والمصري و عاش تجربة احتراف في ريال مدريد الاسباني.
حمدي كان أحد نجوم وهدافو نادي بتروجيت قبل انتقاله للنادي الأهلي في 11 يوليو 2011. تمت الصفقة نظير خمسة ملايين ونصف المليون جنيه مصري بالإضافة إلى لاعب الوسط الأهلاوي محمود توبة إعارة لمدة موسمين.
وكانت المباراة الأولى لحمدي مع الأهلي بعد 6 أيام فقط من توقيعه للفريق إذ شارك بديلا لمحمد ناجي "جدو" أمام الوداد البيضاوي في دوري أبطال أفريقيا 2011، وانتهت المباراة بالتعادل 3-3. وبعد ثلاثة مواسم مع الأهلي، قرر النادي في يوليو 2014 الاستغناء عنه رفقة أحمد شديد قناوي وشهاب الدين أحمد وأحمد رؤوف وأحمد نبيل مانجا.
على الصعيد الدولي، قاد السيد حمدي المنتخب المصري للفوز بكأس دورة حوض النيل المقامة عام 2011 في مصر وحصل على لقب هدافها برصيد 6 أهداف. وكان حمدي قد أحرز هدفين في المباراة النهائية التي انتهت بفوز المنتخب المصري على نظيره الأوغندي بنتيجة ثلاثة أهداف لهدف.